# Les Sept sermons aux morts et autres textes
Les Sept sermons aux morts est un ouvrage écrit par le psychiatre suisse Carl Gustav Jung en 1916. Il est habituellement qualifié de gnostique car Jung y relate une vision qu'il a eue et dans laquelle il prend connaissance, sous les traits de Basilide, de ce qu'est le Plérôme.
L'ouvrage contient, en annexe, deux petits essais : « Le problème du quatrième » et « La Psychologie analytique est-elle une religion? »
Jung décrit le Plérôme comme un monde céleste, formé par l'ensemble des éons et que le gnostique atteindra à la fin de son aventure terrestre. Jung le présente comme un « néant est à la fois vide et plein », une « chose infinie et éternelle, le néant n'a pas de qualité puisqu'il les a toutes », un espace où « cessent toute pensée et toute existence puisque l'éternité et l'infini ne possèdent aucune qualité ». « En lui n'existe aucun être vivant, puisqu'alors il devrait être distinct du pleroma possédant des qualités qui le différencieraient de lui » continue-t-il.
En secret, Jung rédige spontanément (en trois nuits), dans un événement extatique, Les Sept sermons aux morts, son écrit le plus mystique dans lequel il se perçoit sous les traits du gnostique Basilide, créateur de l'abraxas. Néanmoins, la dimension hermétique de ce livre et ses conditions de rédaction, poussent Jung à ne pas en parler, craignant d'être accusé de se considérer comme un visionnaire.